# Централноафричка Република на Олимпијским играма
Централноафричка Република се први пут појавила на Олимпијским играма 1968. године. На три наредне Олимпијске игре Централноафричка Република није слала своје спортисте, али од 1984. године па надаље Централноафричка Република је узела учешће на свакој од наредних Летњих олимпијсих игара.
На Зимске олимпијске игре Централноафричка Република никада није слала своје представнике. Представници Централноафричке Републике, закључно са Олимпијским играма одржаним 2008. године у Пекингу, нису освојили ниједну олимпијску медаљу.
Национални олимпијски комитет Централноафричке Републике (Comité National Olympique et Sportif Centrafricain) је основан 1964. а признат од стране Међународног олимпијског комитета 1965. године.

## Медаље

### Освојене медаље на ЛОИ
| Учешће и освојене медаље Централноафричка Република на ЛОИ |                                               |                                               |                                               |                                               |                                               |                                               |                                               |                                               |                                               |                                               |
| ЛОИ                                                        | Носилац заставе                               | Учешће                                        | Муш.                                          | Жене                                          | спорт.                                        | Злато                                         | Сребро                                        | Бронза                                        | Укупно                                        | Ранг                                          |
| 1968. Мексико Сити                                         |                                               |                                               |                                               |                                               |                                               | 0                                             | 0                                             | 0                                             | 0                                             |                                               |
| 1972. Минхен                                               | Централноафричка Република није учествовавала | Централноафричка Република није учествовавала | Централноафричка Република није учествовавала | Централноафричка Република није учествовавала | Централноафричка Република није учествовавала | Централноафричка Република није учествовавала | Централноафричка Република није учествовавала | Централноафричка Република није учествовавала | Централноафричка Република није учествовавала | Централноафричка Република није учествовавала |
| 1976. Монтреал                                             | Централноафричка Република није учествовавала | Централноафричка Република није учествовавала | Централноафричка Република није учествовавала | Централноафричка Република није учествовавала | Централноафричка Република није учествовавала | Централноафричка Република није учествовавала | Централноафричка Република није учествовавала | Централноафричка Република није учествовавала | Централноафричка Република није учествовавала | Централноафричка Република није учествовавала |
| 1980. Москва                                               | Централноафричка Република није учествовавала | Централноафричка Република није учествовавала | Централноафричка Република није учествовавала | Централноафричка Република није учествовавала | Централноафричка Република није учествовавала | Централноафричка Република није учествовавала | Централноафричка Република није учествовавала | Централноафричка Република није учествовавала | Централноафричка Република није учествовавала | Централноафричка Република није учествовавала |
| 1984. Лос Анђелес                                          |                                               |                                               |                                               |                                               |                                               | 0                                             | 0                                             | 0                                             | 0                                             |                                               |
| 1988. Сеул                                                 |                                               |                                               |                                               |                                               |                                               | 0                                             | 0                                             | 0                                             | 0                                             |                                               |
| 1992. Барселона                                            |                                               |                                               |                                               |                                               |                                               | 0                                             | 0                                             | 0                                             | 0                                             |                                               |
| 1996. Атланта                                              |                                               |                                               |                                               |                                               |                                               | 0                                             | 0                                             | 0                                             | 0                                             |                                               |
| 2000. Сиднеј                                               |                                               |                                               |                                               |                                               |                                               | 0                                             | 0                                             | 0                                             | 0                                             |                                               |
| 2004. Атина                                                |                                               |                                               |                                               |                                               |                                               | 0                                             | 0                                             | 0                                             | 0                                             |                                               |
| 2008. Пекинг                                               |                                               |                                               |                                               |                                               |                                               | 0                                             | 0                                             | 0                                             | 0                                             |                                               |
| 2012. Лондон                                               |                                               |                                               |                                               |                                               |                                               | 0                                             | 0                                             | 0                                             | 0                                             |                                               |
| 2016. Рио де Жанеиро                                       |                                               |                                               |                                               |                                               |                                               | 0                                             | 0                                             | 0                                             | 0                                             |                                               |
| 2020. Токио                                                |                                               |                                               |                                               |                                               |                                               |                                               |                                               |                                               |                                               |                                               |
| 2024. Париз                                                |                                               |                                               |                                               |                                               |                                               |                                               |                                               |                                               |                                               |                                               |
| 2028. Лос Анђелес                                          | предстојећи догађај                           |                                               |                                               |                                               |                                               |                                               |                                               |                                               |                                               |                                               |
| 2032. Бризбејн                                             | предстојећи догађај                           |                                               |                                               |                                               |                                               |                                               |                                               |                                               |                                               |                                               |
| Укупно                                                     |                                               |                                               |                                               |                                               |                                               | 0                                             | 0                                             | 0                                             | 0                                             |                                               |